# بلاد-سی
بلاد-سی (به ژاپنی: ブラッド シー Blood-C) یک مجموعه انیمه و مانگا ژاپنی که با همکاری استودیوی پروداکشن آی.جی با مانگاکاهای زن کلمپ تهیه شده‌است. این دومین کار استودیوی پروداکشن آی.جی پس از مجموعه تلویزیونی انیمه خون+ در سال ۲۰۰۵ از سری بلاد است.
همانند فصل قبلی این سری، شخصیت اصلی داستان خون-سی دختری قهرمان با نام کامل سایا کیساراگی است. خون-سی به عنوان یک مجموعه تلویزیونی از شبکه‌های تی‌بی‌اِس، ام‌بی‌اس در ژاپن، از ماه ژوئیه تا سپتامبر ۲۰۱۱ پخش گردید.

## داستان
در یک روستای آرام واقع در کنار دریاچه‌ای، دختری خوش قلب و ظاهراً نرمال به نام سایا کیساراگی همراه با پدر خود در معبدی زندگی می‌کرد. او گذشته خود را به یاد نداشت و هرگز جهان خارج را ندیده بود، اما با وجود داشتن پدری مهربان، معلم و همکلاسی‌هایی که همیشه با او خوب و دوستانه برخورد می‌کردند، این مسئله او را آزار نمی‌داد. اما زندگی خوب و آرام سایا در روشنایی روز، هنگام شب و با تاریک شدن هوا جای خود را به یک زندگی خشن و پر از خون می‌داد، جایی که او به طرز ماهرانه‌ای از شمشیر خود برای مقابله و از بین بردن فرزندان ارشد استفاده می‌کرد. موجوداتی دارای اشکال مختلف که همه آن‌ها فقط یک وجه تشابه داشتند و آن تغذیه از گوشت بدن انسان بود.
هر شب بعد از شکست یکی از موجودات، سایا با بدنی زخمی و آغشته به خون به خانه خود باز می‌گشت و فردای آن روز انگار هیچ اتفاقی رخ نداده بود و با خوردن یک فنجان قهوه و شیرینی‌های مخصوصی به همراه همکلاسی‌های خود روز خود را شروع می‌نمود. اما با جلوتر رفتن داستان و مبارزه با موجودات، بیشتر از گذشته خود آگاه می‌شد.